# Леван (Юта)
Леван (англ. Levan) — місто (англ. town) в США, в окрузі Джуеб штату Юта. Населення — 862 особи (2020).

## Географія
Леван розташований за координатами 39°33′23″ пн. ш. 111°51′39″ зх. д. / 39.55639° пн. ш. 111.86083° зх. д. (39.556428, -111.860707).  За даними Бюро перепису населення США в 2010 році місто мало площу 2,03 км², уся площа — суходіл.

## Демографія
Згідно з переписом 2010 року, у місті мешкала 841 особа в 299 домогосподарствах у складі 213 родин. Густота населення становила 415 осіб/км².  Було 322 помешкання (159/км²).
Расовий склад населення:
| - 97,0 % — білих - 0,4 % — вихідців з тихоокеанських островів - 0,1 % — азіатів |

До двох чи більше рас належало 1,7 %. Частка іспаномовних становила 4,0 % від усіх жителів.
За віковим діапазоном населення розподілялося таким чином: 30,7 % — особи молодші 18 років, 53,0 % — особи у віці 18—64 років, 16,3 % — особи у віці 65 років та старші. Медіана віку мешканця становила 34,3 року. На 100 осіб жіночої статі у місті припадало 107,1 чоловіків;  на 100 жінок у віці від 18 років та старших — 104,6 чоловіків також старших 18 років.
Середній дохід на одне домашнє господарство  становив 53 124 долари США (медіана — 48 676), а середній дохід на одну сім'ю — 58 421 долар (медіана — 54 167). Медіана доходів становила 45 625 доларів для чоловіків та 23 438 доларів для жінок. За межею бідності перебувало 10,8 % осіб, у тому числі 13,0 % дітей у віці до 18 років та 4,0 % осіб у віці 65 років та старших.
Цивільне працевлаштоване населення становило 326 осіб. Основні галузі зайнятості: освіта, охорона здоров'я та соціальна допомога — 23,3 %, транспорт — 15,3 %, будівництво — 12,3 %, виробництво — 11,7 %.